# Laurent Grison
Pour les articles homonymes, voir Grison.
Laurent Grison, né le 17 octobre 1963 à Reims, est un historien de l’art, critique d'art, poète et essayiste français[source insuffisante].

## Publications

### Livres
- L’Homme élémentaire, Color Gang Édition, coll. Atelier, 2017[2],[3],[4]
- L'Œil arpente l'infini, Éditions Jacques Flament, coll. Images&mots, 2017, avec le photographe Nathan R. Grison[2]
- Le Chien de Zola, Éditions Henry, coll. La Main aux Poètes, 2016[5],[6]
- Anacoluthe, Éditions Apeiron, 2015, avec le photographe Nathan R. Grison[7]
- Le Tombeau de Georges Perec, Éditions La Porte, coll. Poésie en voyage, 2015[8],[9],[10]

### Histoire de l’art - Critique d’art
- Figures fertiles : Essai sur les figures géographiques dans l’art occidental., Jacqueline Chambon-Actes Sud., coll. « Rayon art », 2002
- Les Stries du temps. L’artiste, le lieu et la mémoire, Éditions Champ social, coll. Théétète. Esthétique, 2005[11],[12]
- Intrasformazione. Rivista di storia delle idee, université de Palerme (Università degli Studi di Palermo), vol. 6, no 1, 2017[13]